# Stella d’Italia

Wappen der Italienischen Republik

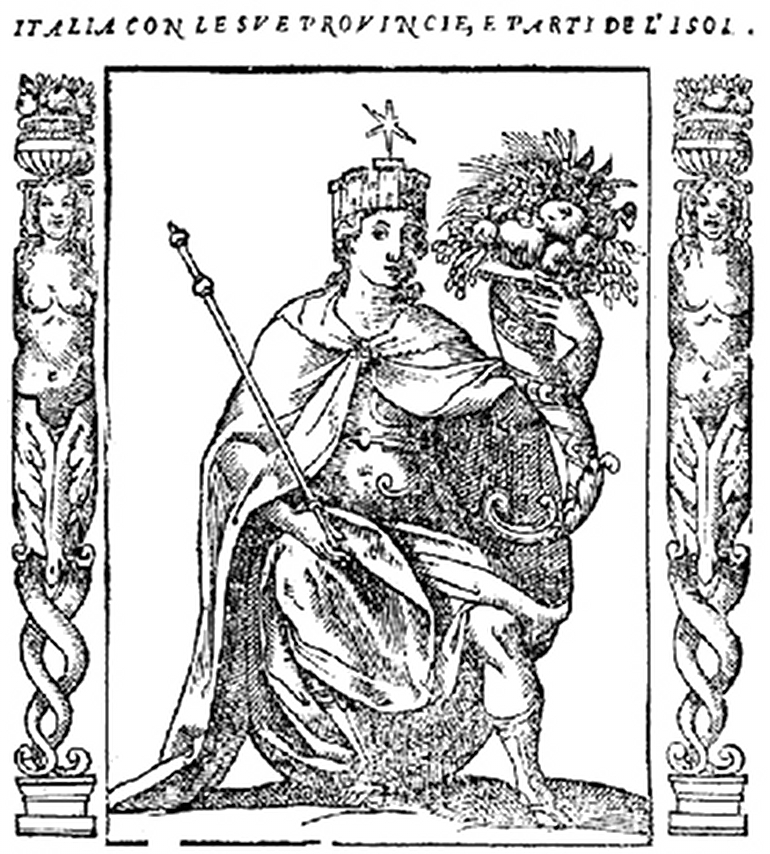
Italia turrita e stellata, mit Mauerkrone und Stern, Cesare Ripa, 1603

Die Stella d’Italia oder (umgangssprachlich) der Stellone d’Italia (zu Deutsch „Stern Italiens“ oder „Großer Stern Italiens“) ist eines der ältesten National- und Staatssymbole Italiens. In heutiger Zeit ist der Stern Italiens häufig mit der Italia turrita, der mit einer Mauerkrone (Corona Muralis) gekrönten, weiblichen Nationalallegorie Italiens, verbunden. Der Stern selbst hat sich ebenfalls zu einer Nationalallegorie Italiens entwickelt. Der Stern Italiens ist fünfzackig, symmetrisch und weiß.

## Ursprung
Der Mythos der Stella d’Italia reicht bis in das sechste vorchristliche Jahrhundert, in die Zeit des sizilianischen Dichters Stesichoros, zurück, der in seinem Werk Iliu persis („Die Zerstörung Trojas“) die Legende des Aeneas niederschreibt, der nach der Zerstörung Trojas durch die Griechen nach Italien, dem Land seiner Vorfahren, zurückkehrt.
Die Sage von Aeneas’ Reisen über das Meer an die italienische Küste, geleitet durch den Abendstern seiner Mutter Venus (Stella Veneris), wurde in späterer Zeit von Marcus Terentius Varro und Vergil aufgegriffen, die damit den Grundstein sowohl für die politische Tradition des Caesaris Astrum als auch für die Bezeichnung Italiens als Esperia, nach dem griechischen Hesperos (Abendstern), legten. Beide Motive beziehen sich letztlich auf die astral-mythologisch aufgefasste Figur der Venus, die zum einen als wegweisender Abendstern verstanden wird, der Italien als Land der Abendröte definiert, zum anderen als göttliche Personifikation der Liebe dem römisch-italischen Nationalheros die Geburt schenkte.

## Symbolische Bedeutung des Sternes
Bis zum Risorgimento war das Symbol des Sterns mit Leonardo da Vincis Motto Non si volta chi a stella è fisso assoziiert, was übersetzt sinnhaft bedeutet Wer wie ein Fixstern ist, lässt sich nicht verbiegen. Nach der italienischen Einheit wandelte sich die Bedeutung, unter anderem durch den massiven Einsatz von Sternen durch König Viktor Emanuel II. bei offiziellen Anlässen, immer mehr zum Stellone als Beschützer Italiens. Der Wandel zum Stern als beschützendes Symbol setzte sich in den Nachkriegsjahren 1919 bis 1924 fort und dauert bis in die heutige Zeit an. 1947 wurde vom Künstler Paolo Paschetto das Wappen der modernen Republik Italien gestaltet, dessen zentrales Motiv der Stern darstellt.

## Der Stern und die Nationalallegorie
1603 ordnete Cesare Ripa in der zweiten Ausgabe seines Werkes Iconologia den Stern der Italia turrita zu und erschuf somit eine moderne Version der italienischen Nationalallegorie: eine mit einem Stern besetzten Mauerkrone gekrönte Frau (L’Italia turrita e stellata). Ripas Werk beeinflusste Künstler wie Antonio Canova, Bisson, Cesare Maccari, Giacomo Balla, Mario Sironi und viele andere bis in die ersten Jahrzehnte des 20. Jahrhunderts. Das Bildnis der Italia turrita gewann während der Zeit des Risorgimento mehr und mehr an Beliebtheit. Eine große Anzahl Statuen, Friesen, Dekorationsobjekte, Postkarte und Zeitschriften zeigten das Bildnis der Italia turrita mit der Corona Muralis und der Stella Veneris.
Auch der italienische Patriot Giuseppe Mazzini, sowie später Camillo Benso von Cavour und das Haus Savoyen beriefen sich auf Aeneas Reise und auf den Stern, um die nationale Einheit Italiens zu beschwören. Das königliche Haus versuchte sogar, den Mythos des Sternes für sich zu übernehmen, indem sie eine Verbindung zur Stella Sabauda knüpften, einem heraldischen Symbol im Familienwappen der Savoyen, dessen Verwendung jedoch vor der italienischen Einheit nicht belegt ist.

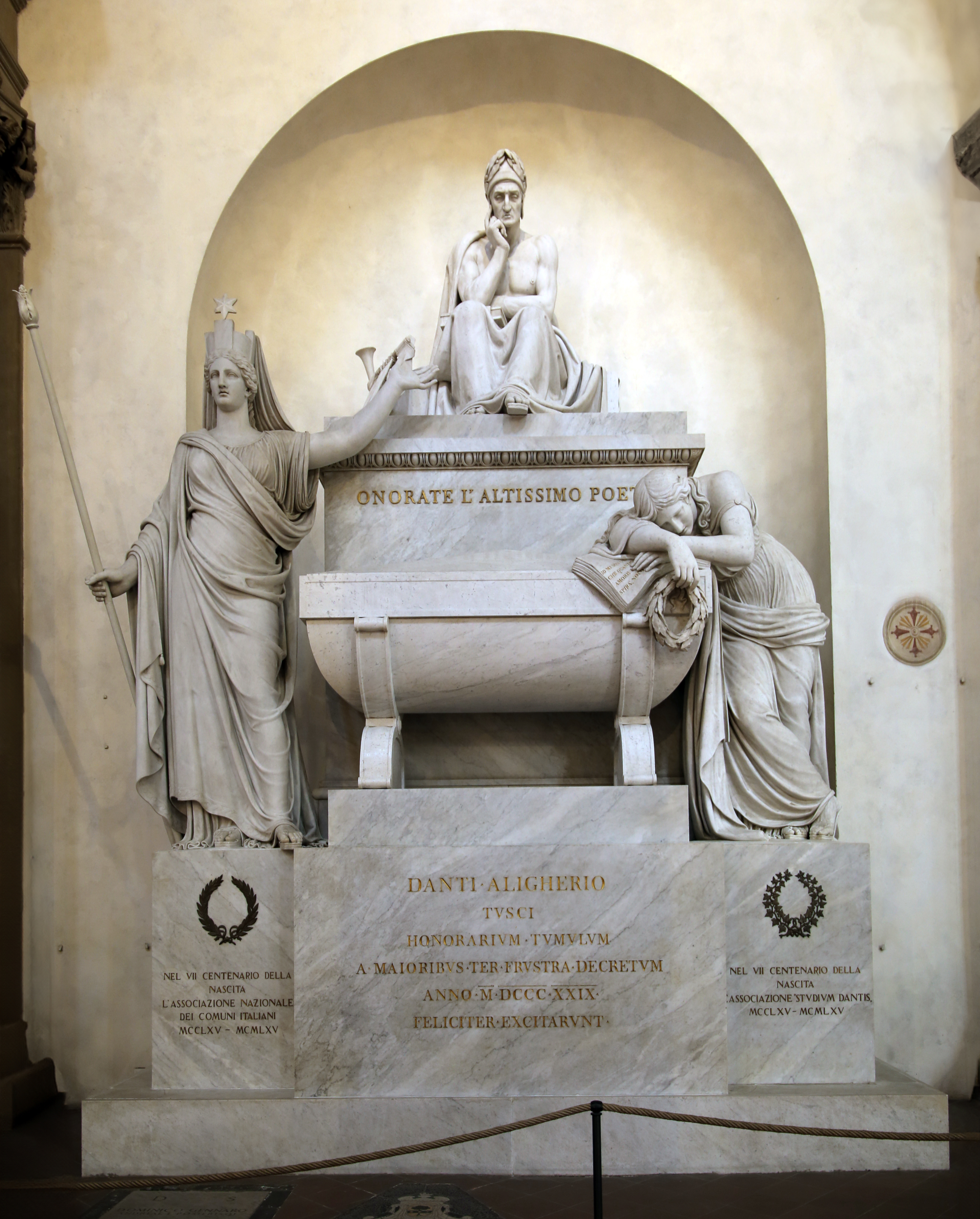
Italia turrita e stellata am Zenotaph Dante Alighieris in der Kirche Santa Croce in Florenz (linke Statue mit Mauerkrone und Stern)
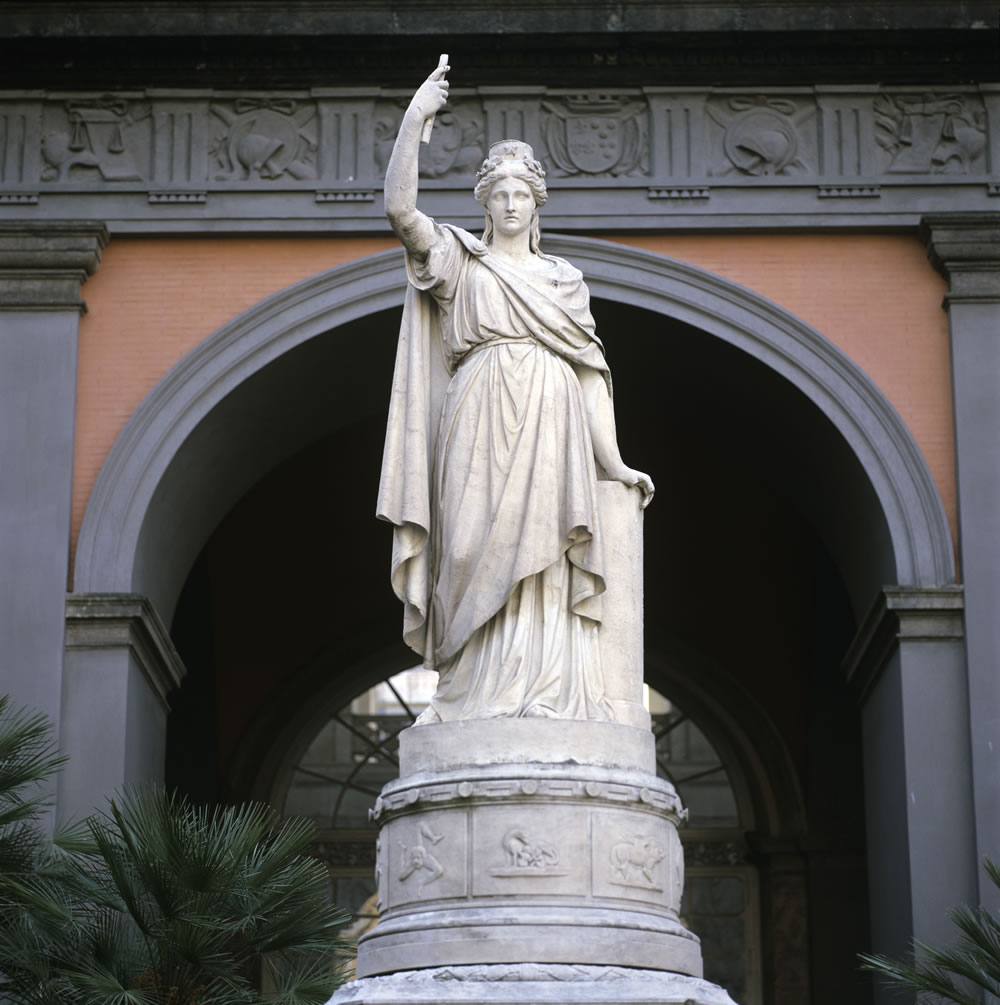
Francesco Liberti, L’Italia turrita e stellata (dt. Italia mit Mauerkrone und Stern), 1861, Palazzo Reale in Neapel; der Stern Italiens befindet sich auf der Mauerkrone über der Stirn
Wappen des Königreichs Italien zwischen 1870 und 1890 mit dem Wappenschild des Hauses Savoyens, gekrönt vom Stellone bzw. der Stella Sabauda
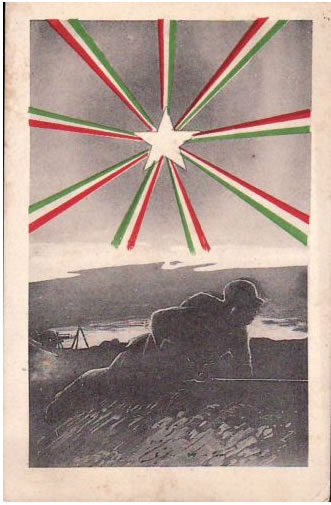
Der Stern, der den Soldaten im Schützengraben beschützt (Abbildung auf einer Postkarte, Erster Weltkrieg, 1915–1918)
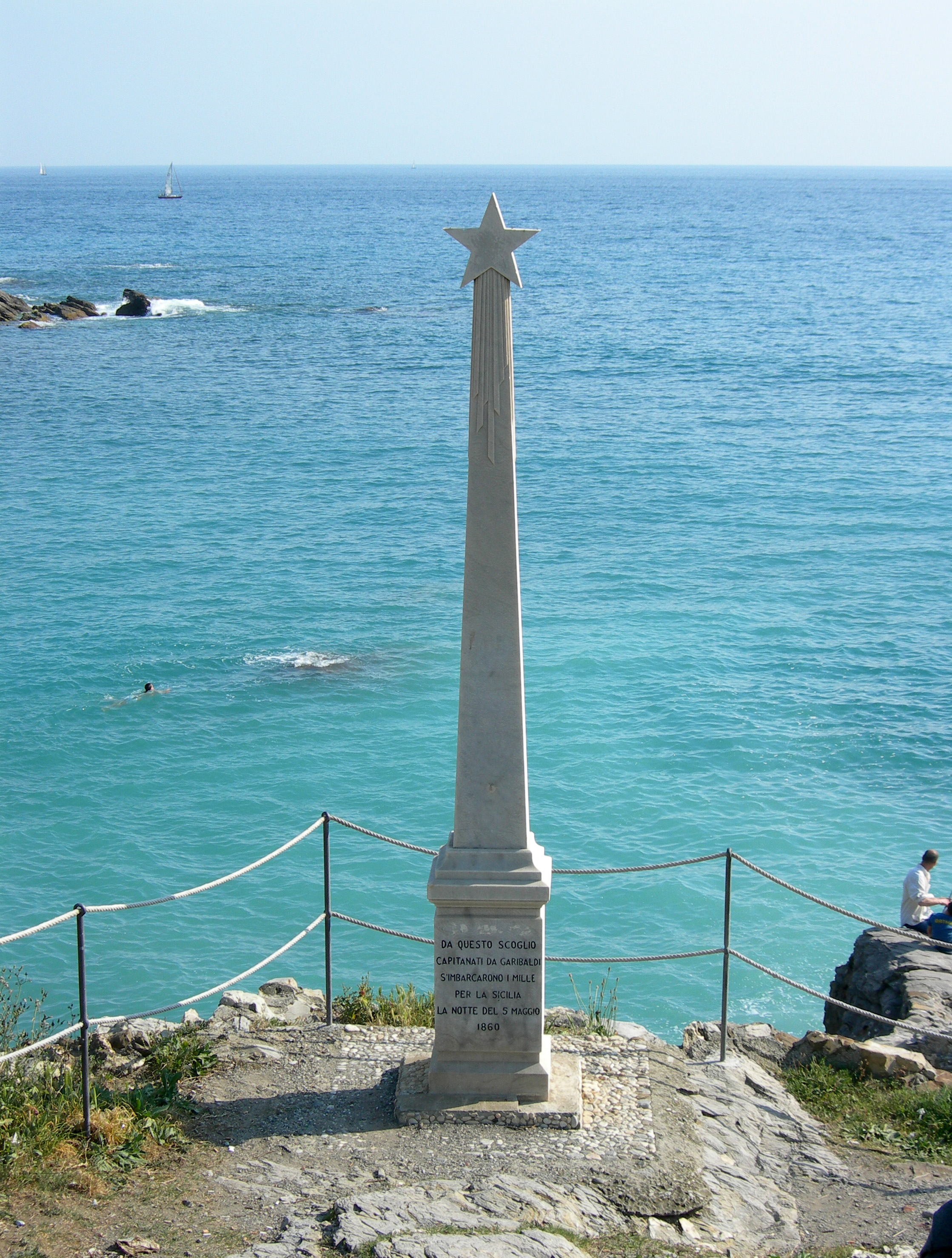
Monument in Quarto dei Mille zur Erinnerung an den Zug der Tausend
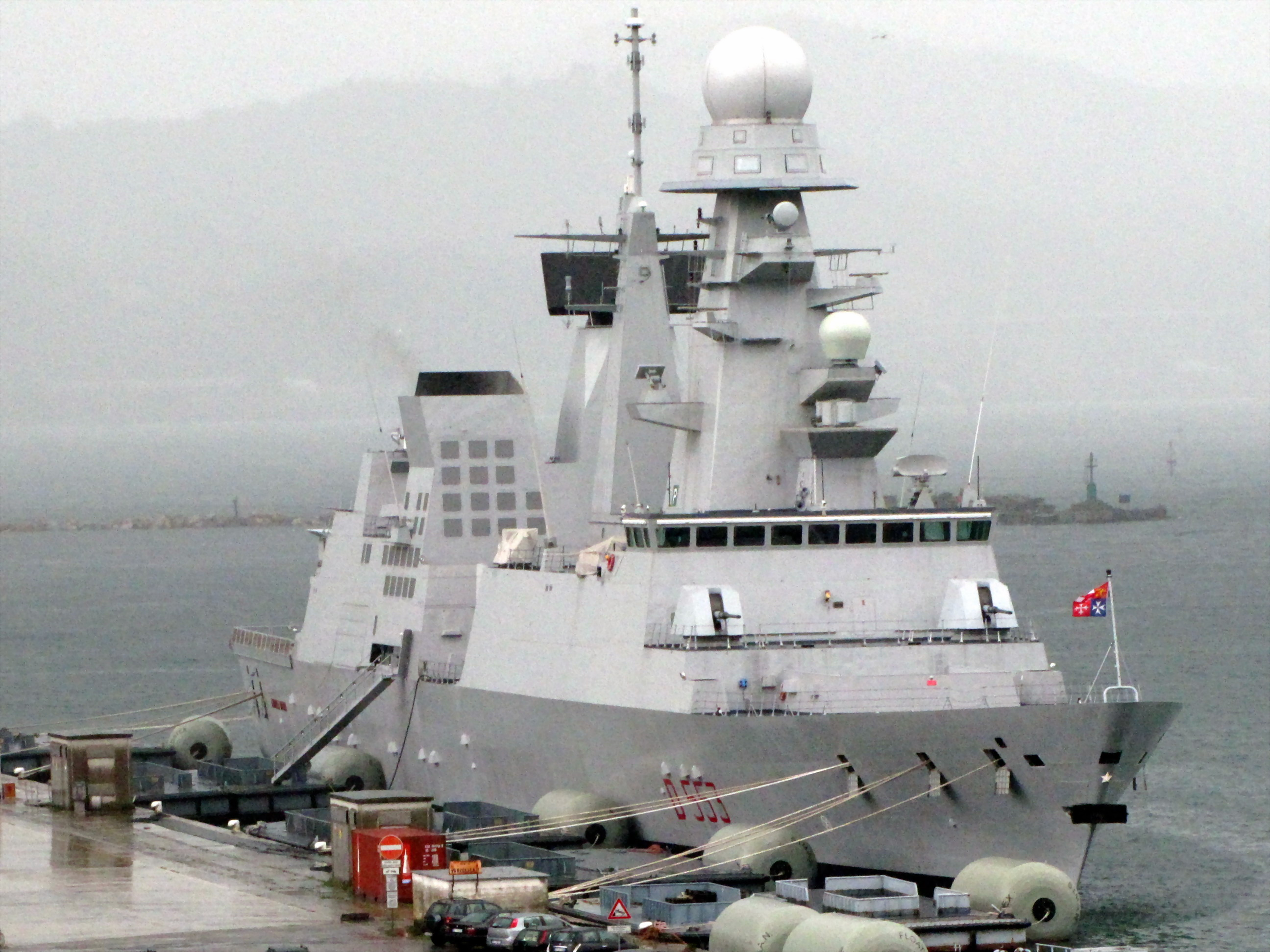
Bug der Andrea Doria mit dem Stern als Galionsfigur
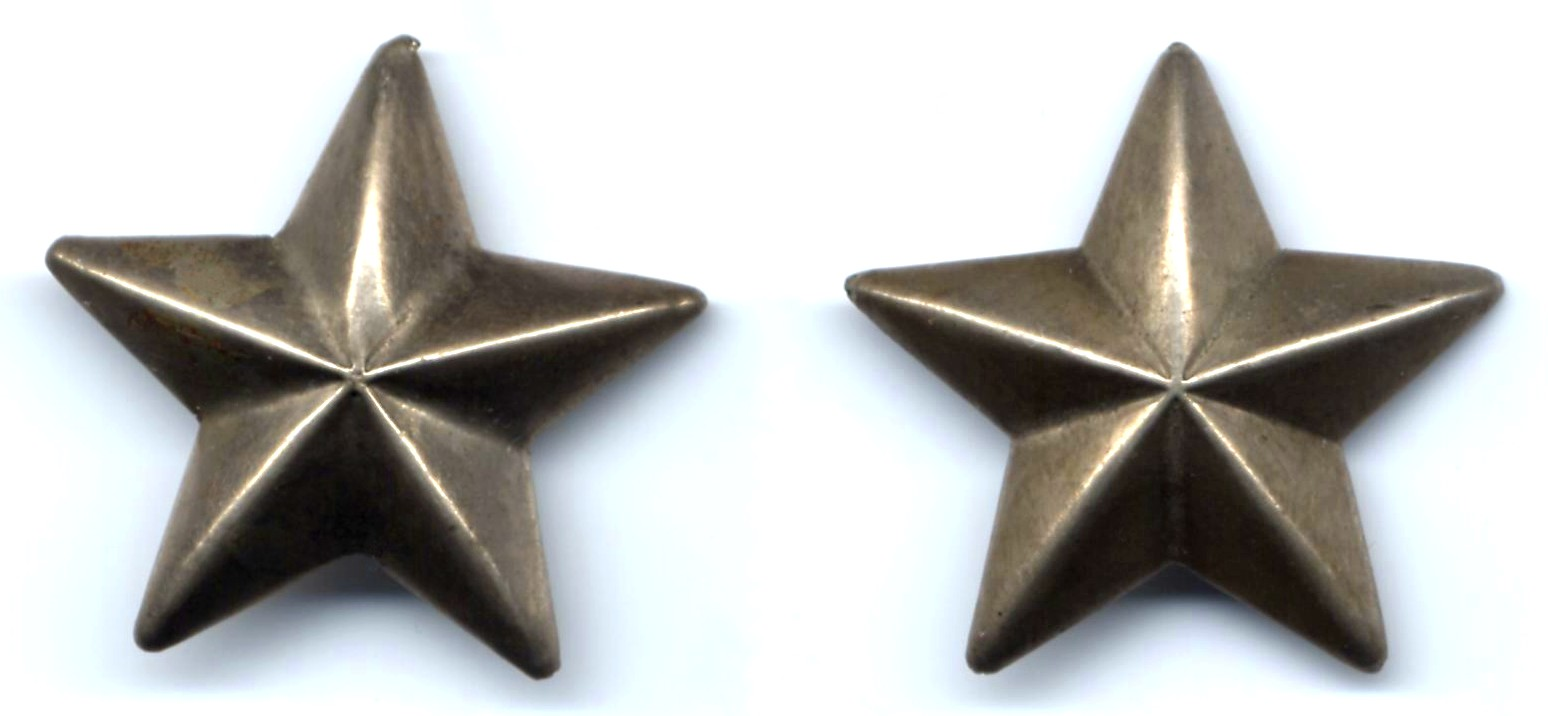
Aktivitätssterne an italienischen Uniformkragen stellen den Stern Italiens dar
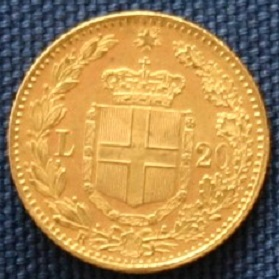
20-Lire-Münze von 1882 mit dem Stern Italiens oben